# Canope (dieu)
Pour les articles homonymes, voir Canope.
Canope, dieu des eaux chez les Égyptiens honoré, entre autres, dans la ville de Canope. 

Trévoux explique : 
« Canopus étoit le pilote d’Osiris, si l’on en croit Plutarque : selon d’autres, le pilote de Ménélas, qui ayant fait naufrage sur la côte d’Egypte, y fut honoré comme Dieu. On lui bâtit un temple : il passa pour être un Dieu des eaux, & fut même appelé Neptune Canope. Aristide néanmoins dit avoir appris d’un Prêtre considérable de la ville de Canope, que long-tems avant Ménélas, ce lieu portoit ce nom, ou du moins un mot fort approchant en égyptien, & qui signifioit Terre d’or. Voyez sur ce Dieu Vossius De Idolol, L. I, cap. 31, & L. II, cap. 74. Cet auteur prétend qu’on n’entendoit par-là autre chose que l’eau. Ruffin rapporte, Hist. Eccl., liv. II, ch. 26, comment un Prêtre Égyptien lui fit remporter la victoire sur le Feu, qui étoit le Dieu des Chaldéens. Les Égyptiens le mirent au nombre des Dieux. Suidas rapporte la même chose. Les Chaldéens se vantoient que le Dieu qu’ils adoroient, c’est-à-dire, le Feu, étoit le plus puissant & le vainqueur de tous les Dieux. Un Prêtre de Canopus, pour leur montrer que son Dieu l’emportoit sur le Feu, prit une grosse cruche telle qu’on en faisoit en Egypte pour purifier l’eau, c’est-à-dire, toute percée de petits trous comme un crible ; il la peignit de différentes couleurs ; mit sur le cou la tête d’une statue qu’on disoit être de Ménélas, boucha tous les petits trous avec de la cire, & dit aux Chaldéens que c’étoient là le Dieu Canopus, & qu’il auroit la victoire sur le Feu. Ils acceptèrent le défi. Il mit ce prétendu Dieu sur le Feu, qui venant à fondre la cire qui bouchoit les trous, toute l’eau tomba & éteignit le feu. Ainsi Canopus remporta la victoire, & de-là vint la mode de le représenter avec de forts petits pieds, & le corps tout semblable au ventre d’une cruche avec une tête d’homme. Voilà ce que dit Suidas, & qui se confirme par les figures de Canopus, qui se voient dans les cabinets des curieux. Le P. Kirker en a fait graver une dans son Œdip. Ægypt., Tom. I, p. 209. Le même auteur remarque qu’on le représentoit aussi quelquefois sous la forme d’un enfant avec une robe de réseau, & quelquefois sous celle d’Hermès ou de Mercure ; mais toujours le corps arrondi comme le ventre d’une cruche. On le représentoit aussi quelquefois par un vase comme une urne, sur laquelle étoit empreinte sa figure. Voyez Kirker, cité p. 110 ; quelquefois avec plusieurs mammelles au-lieu de trous, comme une Isis. Id. p. 211. Canopus étoit chez les Égyptiens, ce qu’étoit Neptune chez les Grecs & les Romains, c’est-à-dire, qu’il présidoit aux fleuves & à tout l’élément humide. Voyez le même auteur, p. 211. On croit que la figure qui se voit au revers d’une médaille de Néron, & qui n’est autre chose qu’une bouteille qui à la place du cou à une tête humaine voilée, & sur cette tête une fleur de lotus ; on croit, dis-je, que c’est la figure de Canopus. »
Il est représenté sous la forme d'un vase surmonté d'une tête d'homme ou d'animal. Ce ne fut probablement à l'origine qu'un vase destiné à filtrer les eaux limoneuses du Nil ou un vase gradué, contenant différentes mesures d'eau et faisant connaître la crue plus ou moins abondante du fleuve ; les figures dont il est surmonté indiquaient les signes du zodiaque auxquels cette crue correspondait. 